# Samoth
Samoth (Hammerfest, Norvégia, 1974. június 9. –) vagy születési nevén Tomas Thormodsæter Haugen norvég zenész, a norvég black metal mozgalom meghatározó alakja. Leginkább az Emperor nevű black metal együttes gitárosaként és saját formációjából, a Zyklon nevű death metal zenekarból ismert. A korai Emperor-felvételeken Samot (Tomas visszafelé), a Zyklonban Zamoth művészneveken zenélt. Samoth birtokolta a Nocturnal Art Productions zenei kiadót.

## Zenei pályafutása

### Az Emperor első feloszlásáig
Samoth 1974. június 9-én született Nottodenben és Tromsøban nőtt fel. Fiatalon megismerkedett egy zenésszel, aki később az Insahn művésznevet adta magának, majd elkezdtek együtt zenélni. A zenekaruk több névváltoztatáson ment keresztül, a nevük volt Dark Device, Xerasia, majd Embryonic. Végül a zenekar a Thou Shalt Suffer néven ment tovább 1991-ben. Zenéjüket meghatározta a korai black metal és billentyűs hangszerekkel színesítették a hangzást. A Mayhem hatására Samoth feloszlatta a Thou Shalt Suffert és új zenét kezdett írni egy újonnan létrehozott zenekarnak, az Emperornak, amiben dobolt. A Thou Shalt Sufferből Insahn is csatlakozott a projektbe, később Mortiis basszusgitáros és Faust dobos is belépett, így Samoth egy számára kedvezőbb hangszeren, a gitáron játszott. Az Emperor több demót készített 1992-ben és 1993-ban, megnövelve a népszerűségüket az underground színtéren. Mortiis kilépett a zenekarból és szólóprojektet kezdett.
1994-ben Samoth 16 hónap börtönbüntetésre lett ítélve a vindafjordi Skjold Church felgyújtásáért. Samoth ebben az évben a Gorgoroth és a Satyricon zenekarok egy-egy albumát feljátszotta basszusgitárral. Az égetés a Burzum Aske EP-jének felvételi szünetében történt, amelyen Samoth basszusgitározott. Amiért ebben az időben a tagok közül Insahn kivételével mindenki börtönben volt, ezért az Emperor nem adatott ki új albumot három éven keresztül. Viszont Tchort és Faust nem maradt a zenekarban, majd 2001-ben a tagok különböző zenei stílusa miatt feloszlott az Emperor.

### Zyklon, az Emperor újjáalakulása és a Scum
Az Emperor feloszlása utána Samoth elkezdett a Trym nevű dobossal egy death metal projektet, a Zyklont. 2001-től 2006-ig több lemezt is kiadattak. 2005-ben újjáalakult az Emperor, a teljes jogú zenekari tagok Samoth, Insahn és Trym voltak. 2006-ban és 2007-ben több koncertet adtak az Egyesült Államokban és Európában.
Samothot meghívták a Scum nevű zenekarba gitárosnak, eddig egy kislemezt és egy nagylemezt adattak ki. A második zenekar, amelyikben jelenleg is játszik, az a The Wretched End, ami 2008-ban alakult.

## Magánélete
Egy lánya van az exfeleségétől, Andrea Haugentől. Az elválása óta újraházasodott és Erin nevű feleségétől még egy lánya van.

## Diszkográfia
| Együttes           | Album                                       | Típus          | Hangszer                    | Megjelenés |
| ------------------ | ------------------------------------------- | -------------- | --------------------------- | ---------- |
| Xerasia            | Reheralsals '90                             | demó           | gitár                       | 1990       |
| Embryonic          | The Land of the Lost Souls                  | demó           | gitár, basszusgitár         | 1990       |
| Thou Shalt Suffer  | 4-track reheralsal                          | demó           | basszusgitár                | 1991       |
| Thou Shalt Suffer  | Open the Mysteries of Your Creation         | középlemez     | gitár                       | 1991       |
| Thou Shalt Suffer  | Into the Woods of Belial                    | demó           | dobok                       | 1991       |
| Emperor            | Wrath of the Tyrant                         | demó           | dobok                       | 1992       |
| Ildjarn            | Seven Harmonies of Unknown Truths           | demó           | ének                        | 1992       |
| Emperor            | Emperor                                     | középlemez     | gitár                       | 1993       |
| Burzum             | Aske                                        | középlemez     | basszusgitár                | 1993       |
| Emperor            | As the Shadows Rise                         | középlemez     | gitár                       | 1994       |
| Emperor            | In The Nightside Eclipse                    | nagylemez      | gitár                       | 1994       |
| Gorgoroth          | Pentagram                                   | nagylemez      | basszusgitár                | 1994       |
| Satyricon          | The Shadowthrone                            | nagylemez      | basszusgitár, gitár         | 1994       |
| Arcturus           | Constellation                               | középlemez     | gitár                       | 1994       |
| Zyklon-B           | Blood Must be Shed                          | középlemez     | gitár                       | 1994       |
| Emperor            | Reverence                                   | középlemez     | gitár                       | 1997       |
| Emperor            | Anthems to the Welkin at Dusk               | nagylemez      | gitár                       | 1997       |
| Hagalaz' Runedance | The Winds That Spoke of Midgard's Fate      | nagylemez      | dob, brácsa                 | 1998       |
| Emperor            | Thorns Vs. Emperor                          | split          | gitár, basszusgitár         | 1999       |
| Emperor            | IX Equilibrium                              | nagylemez      | gitár                       | 1999       |
| Zyklon             | World ov Worms                              | nagylemez      | gitár, basszusgitár         | 2001       |
| Emperor            | Prometheus: The Discipline of Fire & Demise | nagylemez      | gitár                       | 2001       |
| Zyklon             | Aeon                                        | nagylemez      | gitár                       | 2003       |
| Notodden All Stars | Valfar, ein Windir                          | válogatásalbum | gitár a "Destroy" c. számon | 2004       |
| Scum               | Protest Life                                | kislemez       | gitár                       | 2005       |
| Scum               | Gospels for the Sick                        | nagylemez      | gitár                       | 2005       |
| Zyklon             | Disintegrate                                | nagylemez      | gitár                       | 2006       |
| The Wretched End   | The Armageddonist / Of Men and Wolves       | középlemez     | gitár                       | 2010       |
| The Wretched End   | Ominous                                     | nagylemez      | gitár                       | 2010       |
| The Wretched End   | Death by Nature                             | kislemez       | gitár                       | 2012       |
| The Wretched End   | Inroads                                     | nagylemez      | gitár                       | 2012       |